# Abu Chaszab
Abu Chaszab (arab. أبو خشب) – miejscowość w Syrii, w muhafazie Dajr az-Zaur. W 2004 roku liczyła 9046 mieszkańców. W jej skład wchodzą liczne przysiółki rozsiane po okolicy.